# Osamu Yamaji
Osamu Yamaji (山路 修, Yamaji Osamu, Hyogo, 31 augustus 1929) is een Japans voormalig voetballer die als verdediger speelde.

## Japans voetbalelftal
Osamu Yamaji debuteerde in 1954 in het Japans nationaal elftal en speelde 1 interland.

## Statistieken
| Japans voetbalelftal | Japans voetbalelftal | Japans voetbalelftal |
| Jaar                 | Wed.                 | Dlp.                 |
| -------------------- | -------------------- | -------------------- |
| 1954                 | 1                    | 0                    |
| Totaal               | 1                    | 0                    |